# Juventus de Managua
Juventus Fútbol Club, también conocido como el Juventus de Managua, es un equipo de fútbol de Nicaragua que juega en la Segunda División de Nicaragua. Este equipo juega sus partidos de local en el estadio Arnoldo Matty Chávez de la ciudad de Masaya.

## Historia
Fue fundado en el año 1977 en la capital Managua y ha sido campeón de la Primera División en 2 ocasiones, únicos títulos en su historia.
A nivel internacional ha participado en 4 torneos continentales, donde nunca ha podido avanzar más allá de la primera ronda.

## Palmarés
- Primera División de Nicaragua: 2

1993, 1994.
- Segunda División de Nicaragua: 1

2010-11,ap. 2023

## Participación en competiciones de la Concacaf
- Copa de Campeones de la Concacaf: 4 apariciones

1993 - Primera ronda
1994 - Primera ronda
1995 - Primera ronda
1996 - Primera ronda